# Prefectura de Chiba
La prefectura de Chiba (en japonès:千葉県 Chiba-ken) és una prefectura del Japó localitzada a la conurbació del Gran Tokyo, a la regió de Kanto i a l'illa de Honshu. La capital és la ciutat de Chiba. Ocupa una superfície de 5.156 km² i té 6.278.060 habitants (2019), el que fa de Chiba la sisena prefectura més populosa del Japó.
La prefectura de Chiba es va establir l'any 1873 per la fusió de les prefectures de Kisarazu i Inba. La major part de la prefectura es troba a la península de Bōsō, on es conrea arròs però la prefectura és una zona molt industrialitzada.
En l'àmbit polític, des de l'any 2009 el governador és en Kensaku Morita, independent. L'assemblea prefectural està dominada per una ampla majoria del Partit Liberal Democràtic des de les eleccions prefecturals de 2019.

## Etimologia
El nom de la prefectura de Chiba (千葉) en japonés està format per dos kanji o ideogrames xinesos, el primer, 千, té el significat de "mil", i el segon, 葉, vol dir "fulla", així doncs, el nom es podria traduir com a "mil fulles". El nom apareix per primera vegada com a kuni no miyatsuko o oficines de govern regional, en concret el Chiba Kuni no Miyatsuko (千葉国造). El nom fou adoptat per una branca del clan Taira, els quals es van instal·lar a l'àrea on ara es troba la ciutat de Chiba a les darreries del període Heian. Aquesta branca del clan Taira va adoptar el nom i es convertí en el clan Chiba, tenint gran poder i influència a l'àrea fins al període Azuchi-Momoyama. El nom de "Chiba" fou elegit per a la prefectura al moment de la seua creació el 1873 per l'assemblea de governadors prefecturals, un cos de principis de l'era Meiji format pels governadors prefecturals per tal de decidir el funcionament legal de les noves prefectures així com els seus limits geogràfics.

## Geografia

### Ciutats més poblades
Els municipis amb més habitants són els següents:

## Política i govern

### El Governador

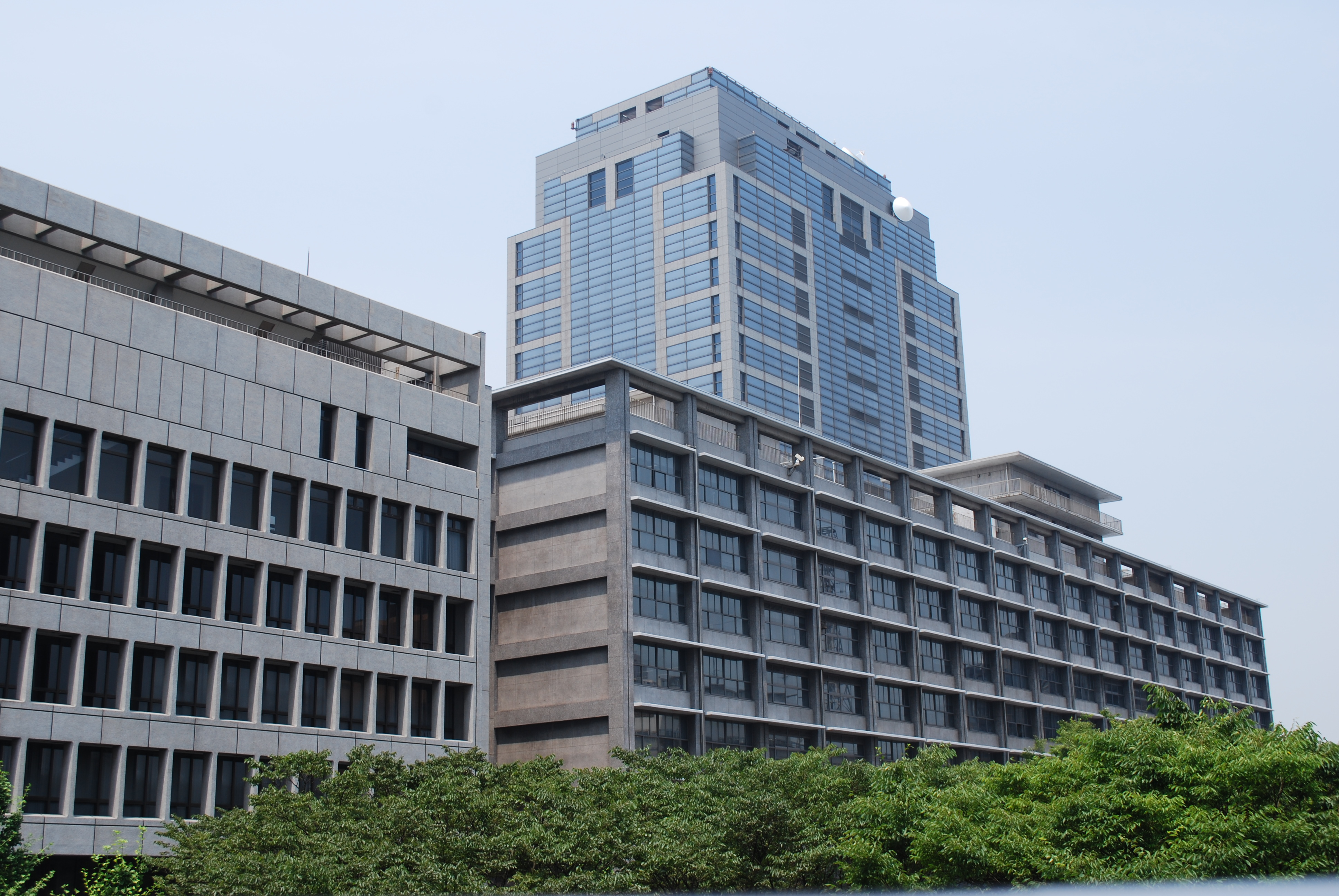
Seu del govern prefectural

En aquesta taula només es reflecteixen els governadors democràtics, és a dir, des de l'any 1947.
| Governador           | Inici del mandat | Fi del mandat | Partit | Partit |
| Tamenosuke Kawaguchi | 1947             | 1950          |        | PLJ    |
| Hitoshi Shibata      | 1950             | 1962          |        | PLD    |
| Hisaakira Kanō       | 1962             | 1963          |        | PLD    |
| Taketo Tomonō        | 1963             | 1975          |        | PLD    |
| Kiichi Kawakami      | 1975             | 1981          |        | Ind    |
| Takeshi Numata       | 1981             | 2001          |        | Ind    |
| Akiko Dōmoto         | 2001             | 2009          |        | Ind    |
| Kensaku Morita       | 2009             | -             |        | Ind    |

### L'Assemblea Prefectural

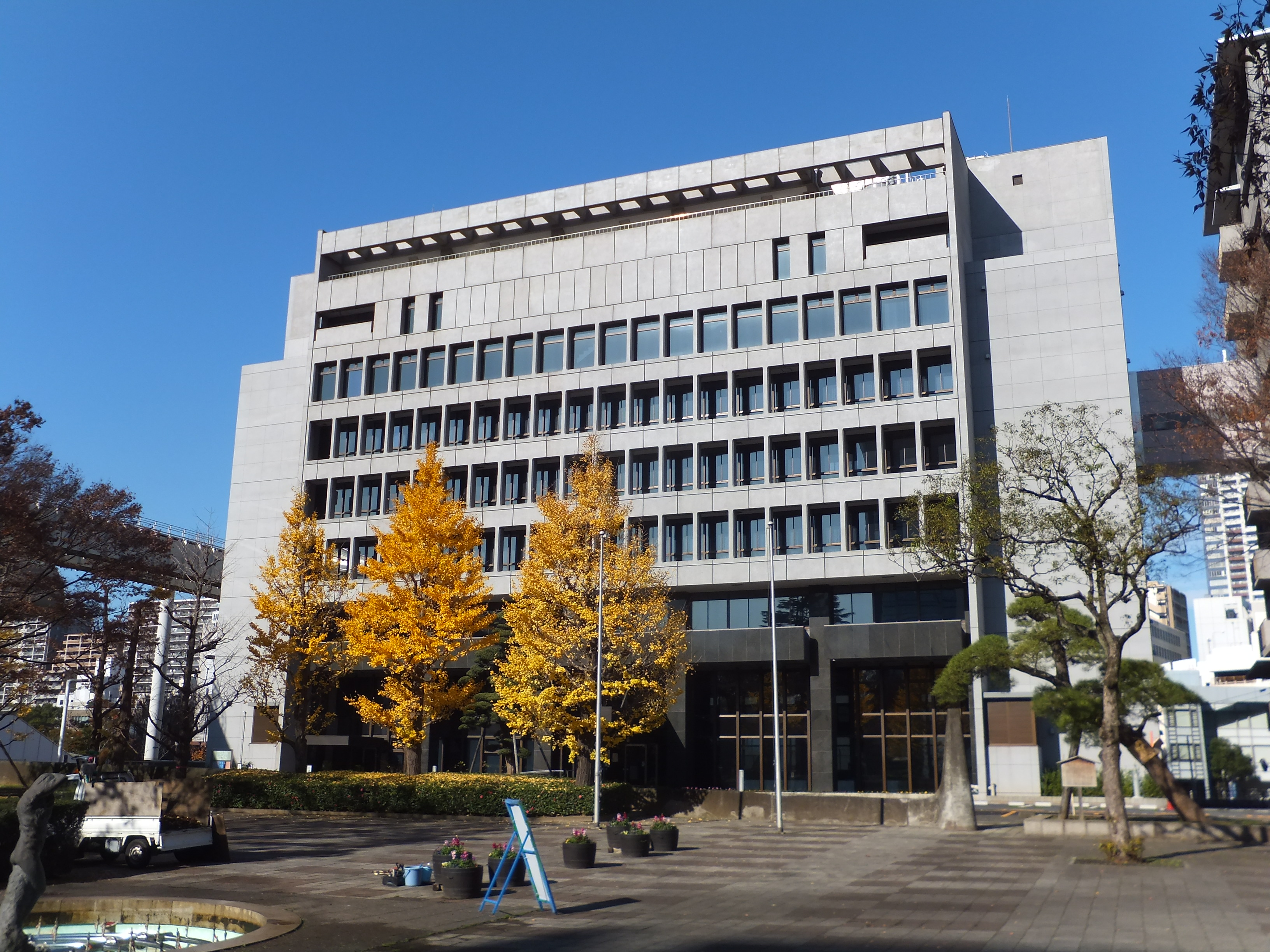
Edifici de l'Assemblea Prefectural

La composició després de les eleccions del 2019 és la següent:
| Partit | Partit                            | Partit | Membres |
| ------ | --------------------------------- | ------ | ------- |
|        | Partit Liberal Democràtic         | PLD    | 53 / 94 |
|        | Partit Democràtic Consititucional | PDC    | 10 / 94 |
|        | Grup Democràtic de Chiba          | PDG    | 9 / 94  |
|        | Kōmeitō                           | KMT    | 8 / 94  |
|        | Partit Comunista del Japó         | PCJ    | 2 / 94  |
|        | Partit Socialdemòcrata            | Net    | 1 / 94  |
|        | Xarxa Ciutadana de Chiba          | Net    | 1 / 94  |
|        | Independents                      | Ind    | 10 / 94 |
|        | Escons vacants                    |        | 0 / 94  |